# Leonel Godoy Rangel
Leonel Godoy Rangel (Lázaro Cárdenas, Michoacán; 5 de junio de 1950) es un profesor, criminólogo, abogado y político mexicano de izquierda, miembro del partido Morena. Se desempeñó como gobernador de Michoacán de 2008 a 2012. Actualmente es diputado federal por el distrito 1 de Michoacán. Es exmiembro fundador del Partido de la Revolución Democrática por el que ha llegado a ser presidente del partido.

## Estudios
Cuenta con una especialidad en Ciencias Penales, es maestro en Derecho, con maestría en Criminología. Y cuenta con un Doctorado en Derecho por la Universidad Nacional Autónoma de México (UNAM), aunque en el Registro Nacional de Profesionistas solo se da cuenta de su licenciatura en derecho por la UMSNH.
En su estado natal, fungió como catedrático de Derecho Penal en la Facultad de Derecho y Ciencias Sociales de la Universidad Michoacana de San Nicolás de Hidalgo de 1980 a 1985 y profesor de la Preparatoria Isaac Arriaga de la UMSNH de 1976 a 1978.

## Carrera política
Leonel Godoy inició sus actividades como servidor público en el gobierno del Ing. Cuauhtémoc Cárdenas Solórzano, en el que se desempeñó como Subprocurador General de Justicia del Estado de Michoacán (1983-1985), y posteriormente como Secretario de Gobierno (1985-1986).
En 1997, cuando Cuauhtémoc Cárdenas fue elegido Jefe de Gobierno del DF, se unió a su gabinete como subsecretario de Gobierno. Posteriormente fue Secretario General de Gobierno del Distrito Federal en el período de la Lic. Rosario Robles Berlanga y Secretario de Seguridad Pública durante la administración de Andrés Manuel López Obrador.
Ha sido dos veces diputado federal en las LIV y LVI Legislatura por el Partido de la Revolución Democrática. Ha sido representante de dicho partido ante el Instituto Federal Electoral.
En 2002, el gobernador de Michoacán, Lázaro Cárdenas Batel, lo nombró Secretario de Gobierno. En 2006 fue elegido Senador por Michoacán en formula con Silvano Aureoles Conejo.
En 2007 manifestó públicamente su intención de ser candidato de su partido a Gobernador de Michoacán, por lo que solicitó licencia a su curul a partir del 10 de abril de 2007, y registrándose oficialmente como precandidato a la Gubernatura del estado el 19 de mayo. Aún sin conocerse oficialmente el número de resultados que obtuvo en la elección, su victoria fue reconocida por su más cercano contendiente, Enrique Bautista Villegas el 25 de junio, con lo que se reconoció su triunfo.
El 27 de junio recibió la constancia de mayoría que lo acredita como el candidato para Gobernador del Partido de la Revolución Democrática (PRD) en la elección constitucional a realizarse el 11 de noviembre de 2007 Posteriormente ha sido además postulada como candidato común a gobernador por el Partido del Trabajo el 18 de julio, y el 23 de julio se anunció que se había concretado también la postulación por parte de Convergencia.
Los resultados del Programa de Resultados Electorales Preliminares le dan el mayor número de votos en las elecciones del 11 de noviembre, lo cual fue reconocido por su principal competidor Salvador López Orduña. El 18 de noviembre el Instituto Electoral de Michoacán le entregó la constancia de mayoría de votos, lo que lo acredita como Gobernador Electo de Michoacán, tomó posesión de su cargo el 14 de febrero de 2008 por un periodo extraordinario de solo cuatro años. Después de que su sucesor, Fausto Vallejo Figueroa tomara posesión del cargo como gobernador de Michoacán, Leonel Godoy volvió a ser Senador de la República.
El 7 de octubre de 2018, Yeidckol Polevnsky, presidenta nacional de Morena, anunció que Godoy sería el delegado del partido en Baja California, cargo que ocupa hasta la fecha.